# Hergugney
Hergugney – miejscowość i gmina we Francji, w regionie Grand Est, w departamencie Wogezy.
Według danych na rok 1990 gminę zamieszkiwało 127 osób, a gęstość zaludnienia wynosiła 23 osób/km² (wśród 2335 gmin Lotaryngii Hergugney plasuje się na 918. miejscu pod względem liczby ludności, natomiast pod względem powierzchni na miejscu 964.).